# شانه‌موش ییتس
شانه‌موش ییتس (نام علمی: Ctenomys yatesi) نام یک گونه از سرده شانه‌موش است.